# Isperih
Isperih (bulgară Исперих; turcă Kemallar) este un oraș în nord-estul Bulgariei, parte a Regiunii Razgrad. În timpul dominației otomane din Bulgaria, orașul era denumit Kemallar și a fost mai târziu redenumit în cinstea lui khan Asparuh, numele lui în slavă fiind Isperih.
Orașul are o populație mixtă de bulgari și turci, cu o biserică ortodoxă și o moschee existentă în oraș.Isperih a apărut în anul 1545, pe locul unei așezări medievale, urme mai vechi cunoscute ale prezenței umane în zonă datează din epoca bronzului.Satul a fost menționat pentru prima dată ca Kemallar într-un registru fiscal otoman din 1573 și a fost redenumit Isperih în 1934, devenind oraș la data de 31 ianuarie 1960.
Mormântul tracic de la Sveștari, sit în patrimoniul mondial UNESCO, este situat în apropiere. Cea mai veche moară de vânt funcțională din țară poate fi găsită în municipalitatea Isperih; a fost construită la începutul secolului al XI-lea.

## Demografie
Componența etnică a orașului Isperih
     Turci (31,19%)
     Bulgari (51,98%)
     Romi (6,66%)
     Nicio identificare (9,86%)
     Altele (0,28%)
La recensământul din 2011, populația orașului Isperih era de 8.973 locuitori. Din punct de vedere etnic, majoritatea locuitorilor (51,98%) erau bulgari, existând și minorități de turci (31,19%) și romi (6,66%). Pentru 9,86% din locuitori nu este cunoscută apartenența etnică.